# Colde
У цьому корейському імені прізвище (Кім) стоїть перед особовим ім'ям.
Кім Хі Су (кор. 김희수, нар. 10 травня 1994), більш відомий як Colde (кор. 콜드), — південнокорейський співак і автор пісень. Дебютував у 2016 році як учасник інді-дуету Off On Off. Як сольний артист випустив мініальбоми Wave (2018), Love Part 1 (2019), Idealism (2021).
Colde був одним виконавців на Grand Mint Festival 2020, який проходив 24-25 жовтня 2020 року в Олімпійському парку в Сеулі, Південна Корея.

## Дискографія

### Мініальбоми
| Назва                    | Деталі альбому                                                               | Пікові позиції у чарті | Продажі                 |
| Назва                    | Деталі альбому                                                               | KOR                    | Продажі                 |
| ------------------------ | ---------------------------------------------------------------------------- | ---------------------- | ----------------------- |
| Wave                     | - Реліз: 13 вересня 2018 - Лейбл: Wavy - Формат: CD, цифрове завантаження    | 23                     | - Південна Корея: 1,035 |
| Love Part 1              | - Реліз: 31 травня 2019 - Лейбл: Wavy - Формат: CD, LP, цифрове завантаження | 24                     | - Південна Корея: 2,000 |
| Idealism (кор. 이상주의) | - Реліз: 25 січня 2021 - Лейбл: Wavy - Формат: CD, цифрове завантаження      | 40                     | - Південна Корея: 2,000 |

### Сингл-альбоми
| Назва                      | Деталі альбому                                                              | Пікові позиції у чарті | Продажі               |
| Назва                      | Деталі альбому                                                              | KOR                    | Продажі               |
| -------------------------- | --------------------------------------------------------------------------- | ---------------------- | --------------------- |
| Your Dog Loves You         | - Реліз: 28 березня 2018 - Лейбл: Wavy - Формат: CD, цифрове завантаження   | 49                     | Н/Д                   |
| Poem (кор. 시)             | - Реліз: 29 листопада 2018 - Лейбл: Wavy - Формат: CD, цифрове завантаження | 42                     | Н/Д                   |
| Control Me (кор. 마음대로) | - Реліз: 5 вересня 2019 - Лейбл: Wavy - Формат: CD, цифрове завантаження    | 61                     | - Південна Корея: 175 |

### Сингли

#### Як головний виконавець
| Назва                                                                            | Рік  | Пікові позиції у чарті | Альбом                |
| Назва                                                                            | Рік  | KOR                    | Альбом                |
| -------------------------------------------------------------------------------- | ---- | ---------------------- | --------------------- |
| «Your Dog Loves You» (кор. 헷갈려) (з Crush)                                     | 2018 | —                      | Your Dog Loves You    |
| «Sunflower» (кор. 헷갈려)                                                        | 2018 | —                      | Wave                  |
| «String» (кор. 선) (з Sunwoo Jung-a)                                             | 2018 | —                      | Wave                  |
| «Poem» (кор. 시)                                                                 | 2018 | —                      | Poem                  |
| «Loss» (кор. 상실)                                                               | 2019 | —                      | SM Station Season 3   |
| «WA-R-R» (кор. 와르르 ♥)                                                         | 2019 | —                      | Love Part 1           |
| «Scent» (кор. 향)                                                                | 2019 | —                      | Love Part 1           |
| «Control Me» (кор. 마음대로)                                                     | 2019 | —                      | Control Me            |
| «The Museum» (кор. 미술관에서)                                                   | 2021 | —                      | Idealism              |
| «A Song Nobody Knows» (кор. 아무도 모르는 노래)                                  | 2021 | —                      | Idealism              |
| «Light» (кор. 빛)                                                                | 2021 | —                      | Не увійшов до альбому |
| «When Dawn Comes Again» (кор. 또 새벽이 오면) (з Бекхьоном)                      | 2021 | 113                    | Не увійшов до альбому |
| «—» релізи, що не потрапили у чарти або не були випущені у відповідних регіонах. |      |                        |                       |

#### Саундтреки
| Назва                                                                            | Рік  | Пікові позиції у чарті | Альбом                           |
| Назва                                                                            | Рік  | KOR                    | Альбом                           |
| -------------------------------------------------------------------------------- | ---- | ---------------------- | -------------------------------- |
| «Confused» (кор. 헷갈려) (з Zion.T)                                              | 2019 | 89                     | Yoo-plash (Hangout with Yoo OST) |
| «Where Love Begins» (кор. 사랑은 그곳에서)                                       | 2020 | —                      | Eccentric! Chef Moon OST         |
| «Treasure» (кор. 보물)                                                           | 2020 | —                      | Backstreet Rookie OST            |
| «Its You»                                                                        | 2021 | —                      | Blue Birthday OST                |
| «Star»                                                                           | 2023 | —                      | «See You in My 19th Life OST»    |
| «Star (Organic Ver.)»                                                            | 2023 | —                      | «See You in My 19th Life OST»    |
| «—» релізи, що не потрапили у чарти або не були випущені у відповідних регіонах. |      |                        |                                  |

## Нагороди і номінації
| Рік  | Нагорода              | Категорія               | Номінант / робота | Результат | Прим.  |
| ---- | --------------------- | ----------------------- | ----------------- | --------- | ------ |
| 2019 | Korean Hip-hop Awards | Best R&B Album          | Wave              | Номінація | [ 14 ] |
| 2020 | Korean Hip-hop Awards | Best R&B Track          | «WA-R-R»          | Номінація | [ 15 ] |
| 2020 | Korean Music Awards   | Best R&B and Soul Album | Love Part 1       | Номінація | [ 16 ] |
| 2020 | Korean Music Awards   | Best R&B and Soul Song  | «WA-R-R»          | Номінація | [ 16 ] |

## Виноски
1. ↑  Пісня увійшла як до синглу під назвою «See You in My 19th Life (Original Television Soundtrack), Part 2», так і до повного альбому під назвою «See You in My 19th Life (Original Television Soundtrack)».
2. ↑  Пісня увійшла тільки до повного альбому під назвою «See You in My 19th Life (Original Television Soundtrack)».